# Dance and Laugh Amongst the Rotten
Dance and Laugh Amongst the Rotten peti je studijski album nizozemskog simfonijskog black metal-sastava Carach Angren. Album je 16. lipnja 2017. godine objavila diskografska kuća Season of Mist.

## Popis pjesama
| 1.    | »Opening«                     | 2:17 |
| 2.    | »Charlie«                     | 4:10 |
| 3.    | »Blood Queen«                 | 4:55 |
| 4.    | »Charles Francis Coghlan«     | 6:07 |
| 5.    | »Song for the Dead«           | 4:16 |
| 6.    | »In de naam van de duivel«    | 6:29 |
| 7.    | »Pitch Black Box«             | 3:17 |
| 8.    | »The Possession Process«      | 4:27 |
| 9.    | »Three Times Thunder Strikes« | 5:19 |
| 41:17 |                               |      |

## Zasluge
| Carach Angren - Seregor – vokali, gitara - Ardek – klavijature, klavir, orkestracija, prateći vokali - Namtar – bubnjevi, udaraljke | Ostalo osoblje - Costin Chioreanu – naslovnica |